# 美麗島事件
「美麗島事件」，或稱「高雄事件」、「高雄暴力事件」等，是1979年12月10日發生於臺灣高雄市的重大政治衝突。當日為國際人權日，以美麗島雜誌社成員為核心的黨外運動人士，於12月10日組織群眾遊行示威，訴求民主與自由，終結戒嚴及黨禁；其間，因中國國民黨執政當局介入，引發抗議者與政府鎮暴部隊衝突，成為台灣自二二八事件後規模最大的一場警民衝突事件。
美麗島事件發生後，許多黨外人士遭到當局逮捕，並移交臺灣警備總司令部軍事審判，其中总指挥施明德原更以叛亂罪遭判處死刑。審判期間，又發生林宅血案，引發臺灣輿論震撼。最後，在当时美國卡特政府“人权外交”政策、美国國會議員以及社會各界壓力下，除施明德被判處無期徒刑外，其餘抗議者皆判處有期徒刑。
此一事件對台灣往後的政局發展有著重要影響。台灣民眾於美麗島事件後開始關心台灣政治，之後又陸續發生陳文成事件（1981年）、江南案（1984年）等，撼動國際社會，使執政的蔣經國政府不斷遭受國際輿論的壓力及黨外勢力的挑戰，只好漸漸不再堅持一黨專政，逐漸走向民主化。今日臺灣主要政黨——民主进步党早期的绝大部分领导人，都直接或间接参与过美丽岛事件。

## 背景

### 黨外運動

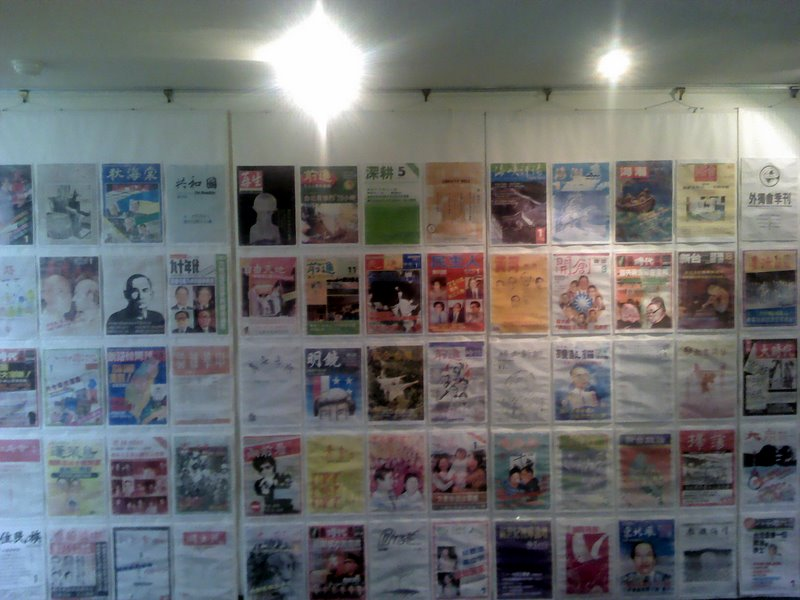
在國民黨政府嚴密的思想監控下所查禁停刊的各類雜誌

在國民黨一黨獨大的历史統治時期，台灣社會沒有組黨的自由，所謂的「黨外」，指的就是一群非屬國民黨、進行反對國民黨獨裁統治、爭取民主、自由運動的政治組織或個人。在早期，黨外人士主要是通過創辦雜誌來宣傳自己的政治主張（如五零年代雷震的《自由中國》、以及六零年代的《文星》、《大學》等）。到1970年代以後，開始透過選舉的機制，進行進一步的串聯和組織工作。
「黨外」的第一次組織化嘗試是在1978年中央民意代表增額選舉時期（中華民國第一屆立法委員第三次增額選舉），當時非國民黨候選人康寧祥、張春男、黃天福、姚嘉文、以及呂秀蓮等人，在選舉期間以黃信介、林義雄和施明德為中心，成立「台灣黨外人士助選團」，作為共同的選舉後援組織。
在助選團的協助下，黨外人士發動了龐大的文宣攻勢，印製自己的傳單、海報進行散發，很快就獲得了極大的回應。但是在1978年12月16日，美國政府突然告知中華民國政府即將終止雙方的外交關係（中華民國與美國斷交）。這個事件在政壇引發強烈的反應。時任中華民國總統蔣經國在獲知消息後，行使《動員戡亂時期臨時條款》所賦予的緊急權力，宣佈即日起停止一切選舉活動。斷交事件影響深遠，一直到2007年，事母至孝的呂秀蓮在第二任副總統任內，都曾公開抱怨，如果不是斷交就不會有美麗島事件，也不會連自己的母親往生都不能奔喪。
黨外人士反對暫時停止選舉的決定，許信良、余登發等人在12月25日發表《黨外人士國是聲明》，要求恢復選舉，並主張由台灣人民自己決定自己的前途和命運。黨外運動的重要領袖余登發在國族認同上一直認為自己是中國人，並主張台灣海峽兩岸(台海兩岸)在雙方都民主化以後和平統一。1979年1月21日，余登發因涉入吳泰安案遭當時的國民黨以叛亂罪逮捕，當時任桃園縣縣長的許信良於是在次日領導20多名黨外人士發動要求釋放余登發的橋頭遊行，這是國民黨從國共內戰戰敗撤退來台灣以後在台灣執政以來民間所發起的第一次集會遊行事件。
余登發被逮捕後，在施明德等人的努力下，黨外人士組成了一個60人的「人權保護委員會」，在3月9日開庭時，由姚嘉文擔任余登發的辯護律師，委員會也與國際特赦組織合作為釋放余登發而努力。此時施明德等人就已經開始籌劃一份黨外雜誌。4月20日，監察院通過了對許信良的彈劾案，委員會再度組織聲援。隨著事態的惡化，許信良被迫在1979年的秋天前往美國。

### 美麗島雜誌社

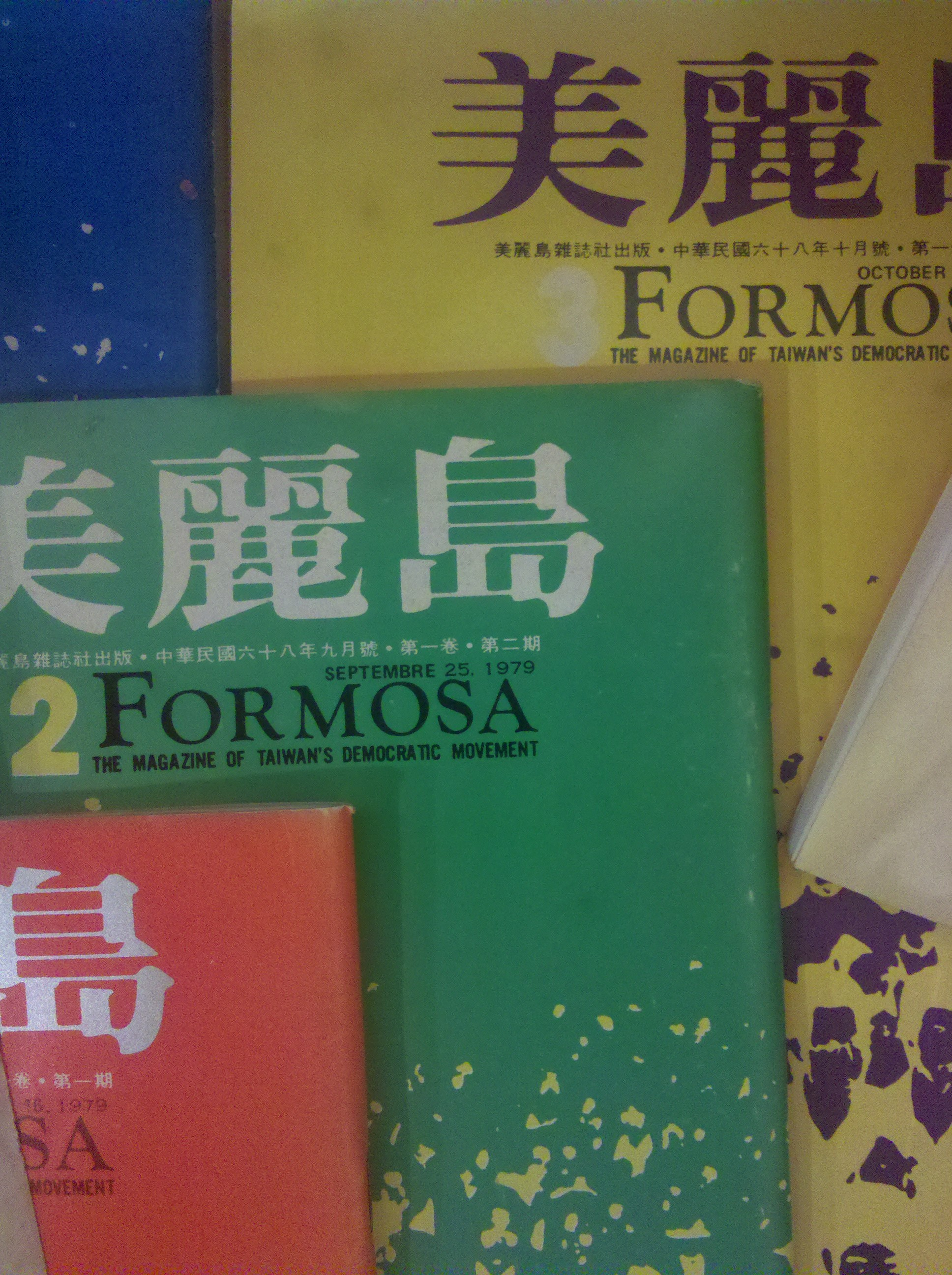
美麗島雜誌前三期

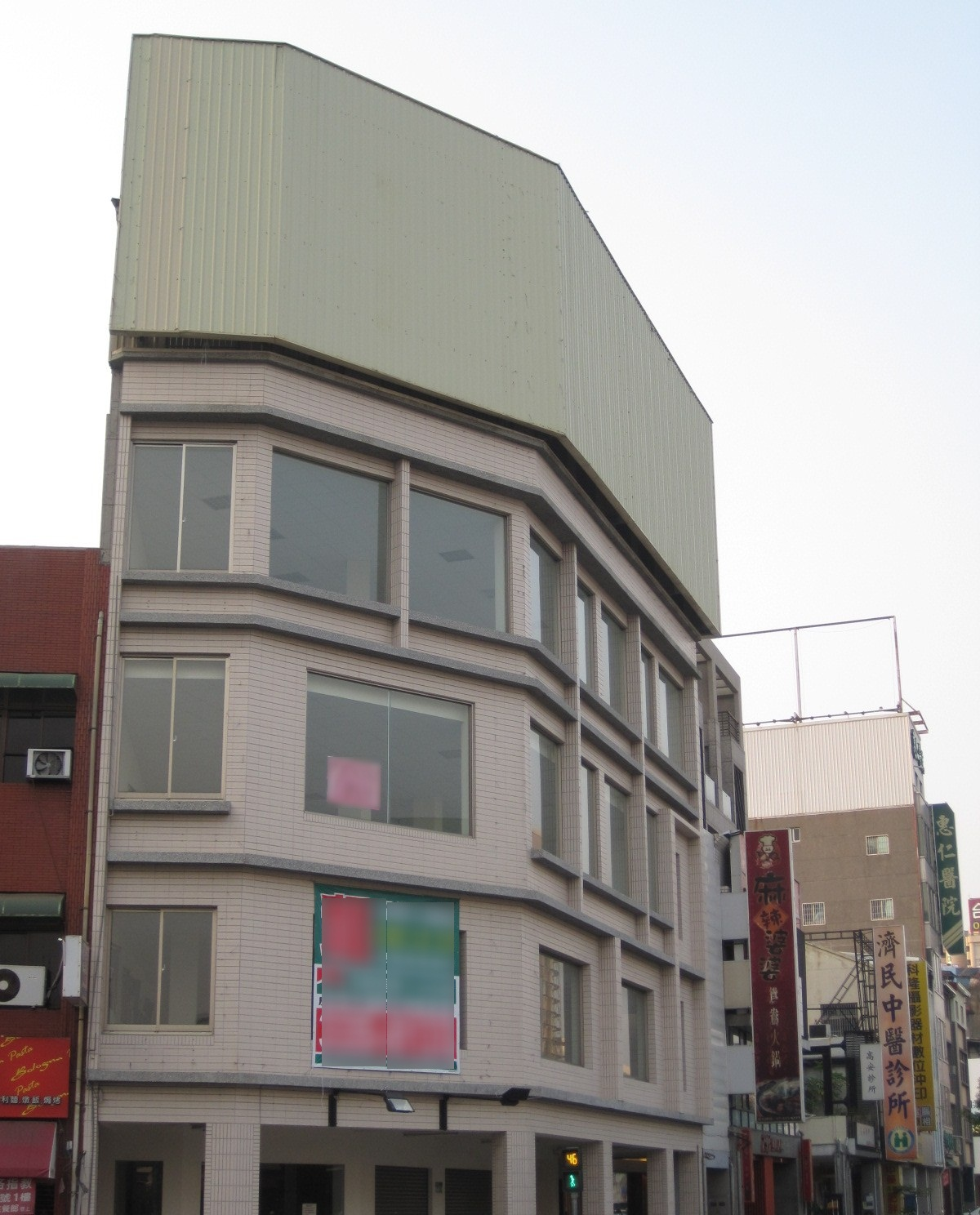
美麗島雜誌社高雄服務處原址（今：高雄市新興區中山一路53號）

1979年5月中，黃信介申請創辦一個新的雜誌，雜誌名稱之由來，為周清玉提議取李雙澤編曲、楊祖珺演唱的歌曲－《美麗島》為名。6月2日，《美麗島》雜誌社以「形成沒有黨名的政黨，主張實行國會全面改選與地方首長改選」為目的在台北市正式掛牌成立。在7月9日的會議上，該社正式確定許信良為社長，呂秀蓮、黃天福擔任副社長，張俊宏為總編輯，施明德為總經理。當時《美麗島》旗下網羅了各派的黨外人士，包括了當時傾向統一的社會主義團體「夏潮」、以及以康寧祥為代表的穩健派，但是主要還是以施明德等激進派為骨幹。
9月8日，《美麗島》雜誌社在台北中泰賓館舉行創刊酒會時，以《疾風》雜誌社人員為首的群眾（領頭者為新黨前主席郁慕明，而裡面有中興中學的學生）在館外聚眾抗議、煽動過路群眾，並吐唾辱罵、暴力毆打欲入場的黨外要角，此即所謂中泰賓館事件。
施明德在11月14日到台中縣的梧棲參加一場聯合祈禱會，在該會中他聽從幾位台灣長老教會牧師的建議，決定在人權紀念日當天舉辦大規模紀念活動。在紀念活動舉辦之前，施明德與陳菊進一步籌組「人權紀念委員會」，打算在當天正式成立。
《美麗島》的知名度不斷提高，1979年11月距創刊才2個月，發行量已經超過8萬冊。11月20日，「美麗島政團」在台中市太平國小舉辦「美麗島之夜」，會中開始籌劃在世界人權日當天在高雄舉行遊行。
11月及12月初，《美麗島》雜誌社在高雄的服務處兩次遭南部警備司令部指使黑道砸毀，多處各地服務社亦遭破壞。11月29日，黃信介位於台北市的住宅和立委服務處遭到搗毀，同日《美麗島》雜誌社高雄市服務處也遭人持刀械破壞，雖然報警處理，治安當局一直未能查獲。12月7日，《美麗島》雜誌社屏東服務處遭到「軍用斧頭」襲擊，並砍傷一人。連續數日，台北、高雄、屏東的《美麗島》雜誌社服務處皆遭到攻擊，為美麗島事件的爆發埋下引信。

## 事件經過

### 遊行示威
1979年12月10日是世界人權日，《美麗島》雜誌社高雄市服務處正副主任楊青矗及陳菊以「人權紀念委員會」名義，以此申請集會。11月30日正式向高雄市政府警察局第一分局（今高雄市政府警察局新興分局)提出申請，要求在12月10日下午6點到晚上11點，在大統百貨公司對面的扶輪公園(今高雄中央公園附近)舉行遊行演講活動，主旨為「慶祝世界人權日三十一週年」，但一直都未獲批准。在多次嘗試失敗後，黨外人士決定依原定計畫在高雄舉行遊行。
12月9日，美麗島事件發生的前一天，執政的國民黨政府緊急透過電視宣布將於高雄舉行冬令宵禁演習，以避免「妨礙交通與社會秩序」為由，將在次日禁止任何示威遊行活動，實為針對《美麗島》可能舉辦的遊行活動進行監控，高雄市政府警察局隨即調集大批優勢警力包圍《美麗島》雜誌社高雄市服務處。當日兩輛由「發財車」改裝的宣傳車，準備前往街頭宣傳次日活動時，有警察前來阻止並躺在宣傳車前面，但馬上被服務處的義工抬走，宣傳車遂順利開出去。當宣傳車開到鼓山分局附近，又遭警車前來阻擋並搶走車上的擴音器等宣傳工具，正當警方打算開車離開時，兩名《美麗島》的義工姚國建和邱勝雄為了要回宣傳工具，遂趴在警車的引擎蓋上，就這樣被帶到鼓山分局。兩人進入警局後就遭毆打，後來又被帶到南部警備司令部受刑求。《美麗島》雜誌社工作人員在得知消息後立即前往警察局要求放人，群眾也跟著聚集過來，一直到次日凌晨，兩人才被釋放。這次的「鼓山事件」引起公憤，《美麗島》雜誌社高雄市服務處緊急動員各地黨外人士前來聲援，並更堅定其舉辦活動的決心，也使得一些原本並未計畫參加12月10日遊行的黨外人士，如黃信介、呂秀蓮、陳忠信、黃順興等人，也立即前往高雄，準備參加遊行。
12月10日當天中午，檢察、警察、調查單位以南部警備司令部為指揮中心，國防部憲兵司令部高雄憲兵隊、高雄市政府警察局、保安警察第五總隊以冬令宵禁為由全面動員，鎮暴部隊開始對美麗島服務處附近進行交通管制，並封鎖舉辦集會的預定地扶輪公園。當日雖非假日，高雄市政府卻要求各級學校提早放學，各銀行提早結束營業。當日下午，活動的正副總指揮施明德和姚嘉文在辦公室規劃遊行路線，由於原定集會地點「扶輪公園」(現為中央公園)已經被封鎖，便決定改到前往新興分局前中山一路與中正四路路口的大圓環舉行演講（現為高雄捷運美麗島站）。傍晚約6點多，來自美麗島雜誌社各地服務處的成員和支持者搭乘遊覽車相繼抵達高雄，而黃信介也自台北搭火車南下，火車抵達高雄車站時，南部警備司令常持琇陸軍中將前來與黃信介協商，表示可以進行演講但是不要有遊行，也對美麗島人士準備火把、木棍等希望黃信介加以制止，以避免發生衝突。後來黃信介便與常持琇一同前往美麗島服務處，但是隊伍已經準備要出發了，常持琇突然遭到不明人士用火把打掉帽子，隨後便轉頭走掉，返回指揮所。黃信介本想要求隊伍熄滅火把走路到扶輪公園就好，但到此時才知道公園早就被封鎖無法進行演講，便放棄勸阻活動。
遊行隊伍出發時，開始分配布條、火把，施明德、姚嘉文等人率領數百名民眾，從《美麗島》雜誌社高雄市服務處出發，前往大圓環，同時民眾多人手持「火把」，象徵普世人權的光環。在抵達大圓環後，民眾熄滅火把、席地而坐，由黃信介於宣傳車上首先發表談話。但不久後整個大圓環就被憲兵、警察等包圍，到了晚上8點，施明德眼見鎮暴部隊逼迫，便與姚嘉文前往新興分局與軍、警方談判，要求允許他們繼續在原地集會到1到2小時，並讓出一個進出口，但經南部警備副司令張墨林請示上級的結果，要求全部被駁回。

### 衝突爆發
就在施明德等人與軍警方談判時，有一些理平頭配戴青天白日徽章的二十餘歲的年輕人，混入群眾中對演講者丟雞蛋挑釁。約晚間8點45分，至少有1台鎮暴車未將平常演練用的柴油換成催淚瓦斯，冒出了白煙，現場群眾以為是放催淚瓦斯，開始騷動。張俊宏眼見情勢無法控制，便趕快派人叫施明德和姚嘉文從警局出來。群眾此時由大圓環向中正四路移動，在南台路口與組成封鎖線的憲兵、警察爆發嚴重衝突，雙方均受傷慘重。當民眾衝破第一道封鎖線時，施明德與姚嘉文帶領準備前往高雄總局的群眾撤回服務處，路途上呂秀蓮呼籲高雄市民出來參加遊行，吸引不少民眾加入，當時人數粗估約10萬人，不過也有流氓趁機混入群眾毆打軍警。隊伍抵達服務處後，張俊宏見現場氣氛稍息，站上演講車宣布解散，但群眾不願解散仍留在現場傾聽呂秀蓮演講。黃越欽立即打電話與常持琇交涉，要求先行撤離鎮暴部隊以勸退民眾解散，但常持琇堅持要停止演講才願撤離，談判陷入僵局。
另一方面，群眾衝破封鎖線後，佈署在圓環的憲兵先退回立德棒球場集結，後來指揮所下令再往大統百貨集合，並派出憲兵240營與241營組成的鎮暴部隊沿中山一路向美麗島服務處推進，抵達大益飯店前又和群眾發生衝突，憲兵指揮官薄玉山負傷離開現場。晚間約10點半，因憲兵隊無人指揮現場，240營營長林燁便自行接下指揮權，並決定釋放催淚瓦斯驅散群眾。鎮暴部隊同時手持盾牌配合鎮暴車逼近，在場民眾還以石塊及棍棒攻擊，雙方發生更大規模的衝突，同時有「不明人士」攻擊民宅，直至半夜民眾才逐漸解散。事後官方宣稱軍警約有183人受傷，而民眾無人受傷，受到質疑后又改稱有50多人受傷。事件之後，國民黨政府指揮新聞媒體一面倒地指責參與活動的民眾（全台灣只有《台灣時報》一家做平衡報導，並冒險刊出2張現場的衝突照片，於隔天銷售一空），電視台不斷播放憲警住院，以及發動社會各界關懷及聲援憲警的情況。國民黨政府一味將憲警塑造成受害者，並鋪天蓋地批評黨外人士為匪黨、暴力份子、野心陰謀份子，意圖操作台灣民眾對黨外人士的憤怒與反感。

## 逮捕及偵訊

### 逮捕
事件發生後的12月11日，中華民國國家安全局和臺灣警備總司令部召開會議，決議大舉逮捕黨外人士。12月12日，警備總司令汪敬煦陸軍二級上將下令拘捕高雄事件的相關嫌犯及人士，12月13日清晨六點，軍警與情治人員展開全島同步大逮捕，政府陸續追捕黨外人士，然而施明德逃過這次逮捕，成為當日晚間新聞的頭條，政府發布通緝令全面追捕，並開出懸賞獎金新台幣50萬。12月22日，施明德的懸賞獎金提高為100萬，媒體及學校機關配合政府，醜化施明德，說其為大狐狸、暴力份子。1980年1月7日，施明德透過高俊明牧師、林文珍長老等友人的幫助下四處躲藏，並請牙醫師張溫鷹為其整容。1月8日，施明德於台北市落網。隔天，警備總部公佈「美麗島事件」涉案人數共計152人。
此次大逮捕實為蔣經國所主導全面打壓民主運動的行動，蔣經國先是在12月11日痛斥台獨為賣國賊，指稱其受了共匪分化的陰謀所利用，必須加以清除。在此脈絡下，當局便將美麗島事件偵辦重點，導向中國共產黨勾結台獨企圖顛覆政府，以坐實叛亂罪。蔣經國更指示以洪誌良案攀附黃信介，用以坐實黃信介受中共指使。

### 偵訊
偵訊過程中，警總對黨外人士嚴刑逼供：
- 呂秀蓮：疲勞審訊、侮辱、罰站、不准進食、強迫進食。
- 林義雄：恐嚇、連續拳打腳踢、用香煙燙臉、燒鬍子。
- 邱奕彬：受到肉體殘害、咬舌自盡未遂。
- 楊青矗：疲勞審訊、毆打。[48][49]

下列為美麗島事件的被告在台北地方法院公開調查庭上說出被刑求的經過，綜合當年報章記載，如下：
- 紀萬生：疲勞審訊、拳打腳踢、香煙燒臉、鼻孔灌辣椒水、嘴塞乒乓球、被猛擊腹部導致腎臟和脊椎受傷、以東西砸之，導致左耳被打聾。[50]
- 周平德：大力掌嘴、毆打胸部與頭部逾19小時、罰跪、剝奪睡眠五天沒有睡覺。
- 邱茂男：十幾天疲勞審訊、剝奪睡眠，五天沒睡，以後常三、四天沒睡。
- 范政祐：剝奪睡眠、毆打、罰跪、拔鬍子。
- 王拓：剝奪睡眠，七天只睡一小時、時常被打耳光。
- 吳振明：被打到口吐鮮血、下體受傷，以原子筆試圖自殺而未遂。
- 吳文賢：戴腳鐐、吃鹽水飯一星期。
- 許天賢：戴腳鐐、吃鹽水飯。
- 戴振耀：戴腳鐐、吃鹽水飯、被施打自來水針。
- 蔡有全：被毆打至呼吸困難、下腹受傷、拉頭撞牆、半蹲。
- 余阿興：吃鹽水飯、半夜只穿內褲受凍偵訊。
- 許淇潭：雙手擧起罰站、毆打、腳踢。
- 蔡精文：用皮鞭抽打、被威脅要被吊起打聾、吃鹽水飯二十天。
- 邱垂貞：椅子上連續坐十天、剝奪睡眠四天、遭拳打腳踢至胃出血。
- 蘇振祥：毆打、以香煙燻眼、強迫做俯卧撐。
- 陳福來：遭六、七人毒打、被電棍毒打。
- 劉華明：吃鹽水飯、踢打成傷。[48][51]

下列是警總人員曾對被告人講過的威脅話語：
- 「在這裏邊，要鬥智、鬥力，你都不行！」
- 「如果你不說，拿出證據來，每一樣都讓幾個人把你痛打幾頓，打死了，就說你是畏罪自殺！」
- 「不說，就把你的牙齒都拔掉！」
- 「如果不合作，就把你打成共產黨！」
- 「人總是人；識時務者爲俊傑，你的身體受不了那些的！」[51]

警總也同時運用心理戰術：
- 警總常常會先對被告人下死刑，接着又稱只要願意合作，坦白犯罪動機和證據，就不會讓被告死掉。被告人爲了保住生機，通常都會妥協，是爲「置之死地而後生」戰術。
- 對被告人挑撥離間：警總先從一個被告人「甲」搜集證據、線索，接着對另一個被告人「乙」聲稱「甲」已將「乙」出賣。當「乙」因被出賣而感到絕望時，便會大膽講出更多證據予警總人員。如此往復，全部的被告人都會在「出賣」與「被出賣」之間將證據全部供出，離間計謀即告得逞。
- 以其他被告人作威脅：例如，紀萬生指警總欺騙其稱其妻子被捕，女兒失蹤；只要願意「合作」，就會釋放其妻，尋回其女。此外，又如邱垂貞指警總曾告訴他呂秀蓮已被判處死刑，多說些呂的壞話不會對她有任何影響。翌日早上，邱聽見槍聲，使邱更加確信呂已被處死。[51]

## 審判

### 起訴

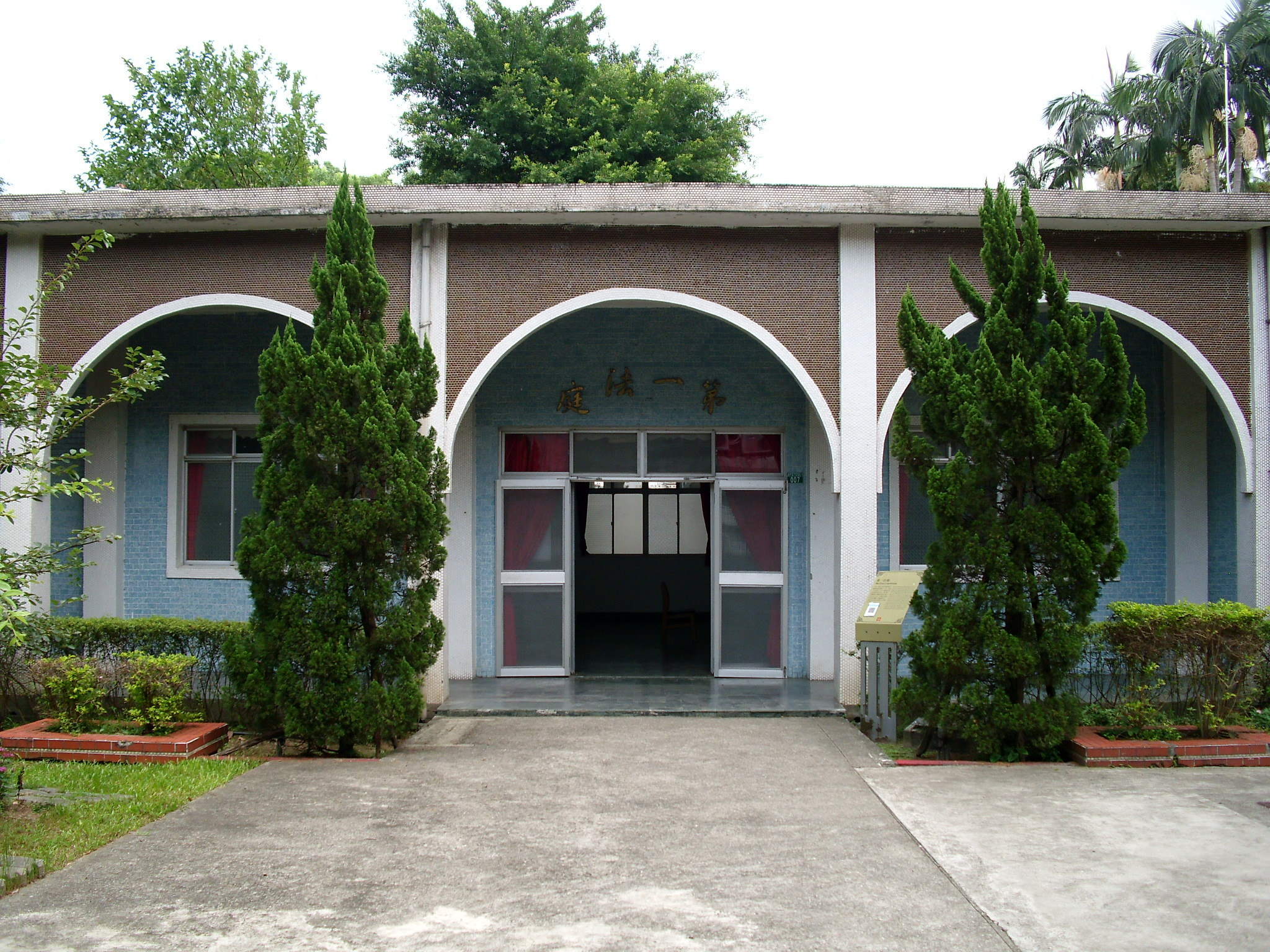
審判「美麗島事件」的警總軍法處第一法庭。

1980年2月20日，警總軍法處以叛亂罪起訴黃信介、施明德、張俊宏、姚嘉文、林義雄、陳菊、呂秀蓮、林弘宣等八人，其他30多人則在一般法庭遭到起訴，另有91人被釋放。在張德銘、陳繼盛等人的協助下，被告聘請辯護律師，最後組成一個15人的律師團，分別為江鵬堅、鄭慶隆、張政雄、鄭勝助、呂傳勝、尤清、鄭冠禮、高瑞錚、郭吉仁、張火源、謝長廷、陳水扁、張俊雄、蘇貞昌、李勝雄，每名被告有兩名律師協助辯護。
1980年2月28日，發生震驚社會的林宅血案：林義雄母親及雙胞胎女兒被以專業手法殺害，黨外依此宣稱慘案是由國民黨政府特務策划。
1980年3月18日起9天，軍事法庭開始審訊，受到以美國為首的國際壓力下，除國際知名媒體報導外，政府罕見允許國內報紙刊載審訊過程與被告陳辭。4月18日，軍事法庭作出最後判決結果，8人全部有罪，施明德被判無期徒刑，黃信介14年有期徒刑，其餘6人12年有期徒刑，而幫助施明德逃亡者各判2年（如張溫鷹）到7年（如高俊明）。

### 判決
美麗島事件審判結果如下：
叛亂罪
| 被告   | 辯護律師       | 判決結果     | 備註                                                                           |
| ------ | -------------- | ------------ | ------------------------------------------------------------------------------ |
| 施明德 | 鄭勝助         | 無期徒刑     | 1987年婉拒蔣經國總統特赦；1988年婉拒李登輝總統減刑；1990年政府宣布判決無效獲釋 |
| 黃信介 | 鄭慶隆、陳水扁 | 有期徒刑14年 | 1987年獲假釋                                                                   |
| 林義雄 | 江鵬堅、張政雄 | 有期徒刑12年 | 1984年獲假釋                                                                   |
| 呂秀蓮 | 呂傳勝、鄭冠禮 | 有期徒刑12年 | 1985年獲假釋                                                                   |
| 張俊宏 | 郭吉仁、尤清   | 有期徒刑12年 | 1987年獲假釋                                                                   |
| 陳菊   | 高瑞錚、張火源 | 有期徒刑12年 | 1986年獲假釋                                                                   |
| 姚嘉文 | 謝長廷、蘇貞昌 | 有期徒刑12年 | 1987年獲假釋                                                                   |
| 林弘宣 | 張俊雄、李勝雄 | 有期徒刑12年 | 1986年獲假釋                                                                   |

其他罪刑
共37人，計有王拓、江金櫻、余阿興、吳文、吳文賢、李明憲、周平德、蔡精文、林文珍、林樹枝、邱垂貞、邱奕彬、邱茂男、施瑞雲、紀萬生、范政祐、范巽綠、高俊明、張富忠、張溫鷹、許天賢、許睛富、陳忠信、陳博文、黃昭輝、楊青矗、趙振貳、蔡有全、蔡垂和、戴振耀、魏廷朝、蘇秋鎮等等。

## 後續

### 影響
美麗島事件是台灣社會從封閉走向開放的一次歷史事件，此事使得台灣社會在政治、文化上都產生劇烈影響。在當時，大搜捕、大審判以及林宅血案在半年內密集發生，給台灣民意極大的衝擊與震撼。
美麗島大審中，沒有人按照檢察官和情治人員安排的劇本演出，也沒有人求饒；而這些都透過當時媒體的全面報導傳達給了民眾。事件過程中以及結束後，知識界與法律界紛紛與被捕者切割，輿論大多一邊倒地支持政府並且鞭撻被捕者，民眾也大多如此；根據1979年12月的民意調查，99%的受訪者認為本次事件是“有計劃”的暴動，97%認為應該依照“戒嚴法嚴辦”，98%認為應該將《美麗島雜誌》立刻停刊。中央研究院人文社會科學研究中心副研究員林季平表示，當時執政的中國國民黨受到美麗島事件等挑戰，可能因此造成國民黨在1980年後縮減對南台灣經濟發展的支持。
该事件也引起中国共产党对台湾反国民党人士的兴趣。中华人民共和国驻美国大使柴澤民表示“反对国民党当局的暴力行为”，要求释放被抓群众。1980年1月28日，《人民日報》发表報導《妄圖扼殺愛國民主運動以維持其獨裁統治　台灣當局利用高雄事件進行大逮捕大迫害》；2月19日，《人民日報》報導《在京台灣同胞舉行春節聯歡會》，台湾民主自治同盟主席蔡嘯講話：“我們堅決支持台灣島內主張愛國統一的民主運動，並將和他們攜手並肩，為爭取台灣早日回歸祖國而奮鬥到底。我們向被國民黨當局無辜迫害的非國民黨人士和群眾及其家屬致予親切的慰問”。3月24日，《人民日報》報導《台灣當局軍法審訊高雄事件被捕人士　黃信介、呂秀蓮等在法庭上指控當局對他們進行折磨和逼供》；4月14日报導《台灣當局藉口高雄事件鎮壓台胞　被捕人士列舉事實真相》：“高雄事件的發展，已引起大陸的人民和台灣同胞的嚴重關切。眾所周知，我們是堅決反對‘台灣獨立’的；但對台灣當局以各種借口鎮壓台灣人民，也是堅決反對的”，“停止對高雄事件中被捕人士的審訊和迫害，早日予以釋放”；4月20日，《人民日報》報導《台灣當局蓄意製造高雄事件迫害非國民黨人士　無理判處黃信介等八人有期徒刑和無期徒刑》，谴责国民党“迫害台湾非国民党人士、镇压台湾爱国民主运动”的行径，称美丽岛事件“是台湾当局预谋的一个圈套”。4月22日，《人民日報》報導《台盟和在京台胞集會　反對台灣當局製造高雄事件迫害台胞》，引用蔡嘯的話：“我們要求台灣當局：必須立即釋放因高雄事件而被捕的所有人士，保證他們的安全，取消那個反動的、束縛著台灣人民的、不得人心的《戒嚴法》，保障台灣人民的民主權利，更不能阻撓台灣同胞走愛國統一道路”。
儘管事件使得眾多黨外運動人士鋃鐺入獄，但其家屬與辯護律師接續其民主事業，陸續參與後來的地方選舉並當選。有學者分析，當時蔣經國一方面基於國民黨對於三民主義之信仰，不能斷絕自由選舉，另一方面也意識到，選舉是釋放民眾不滿的安全方式，因此逐步停止戒嚴，開放黨禁，允許美麗島事件的家屬和辯護人進行競選和造勢。美麗島案的被害人（例：施明德、林義雄、黃信介、許信良、呂秀蓮、陳菊、張俊宏、姚嘉文...），包括他們的辯論律師（例：謝長廷、陳水扁、張俊雄、蘇貞昌、尤清...）後來都成為民主進步黨的核心成員（有些後來因路線爭議而退黨），並在此後至今一直影響台灣政治。
1988年蔣經國去世後，其接任者李登輝又解除報禁。1990年5月20日，李登輝就職中華民國第八任總統，同日簽署美麗島事件的特赦令，美麗島政治犯重獲自由。

### 人物出路
美丽岛事件大审判的八位受刑人中，除林弘宣之外，其他的七个人出狱后都曾任民主进步党主席或者代理主席。其中施明德和林义雄已经退出民进党，林弘宣从未加入民进党。吕秀莲曾任副总统，姚嘉文曾任考试院长，陈菊现任监察院长，施明德、黄信介、张俊宏曾任立法委员，林弘宣曾任总统府国策顾问。三位受刑人已经去世，黄信介于1999年逝世，林弘宣于2015年逝世，施明德於2024年逝世。除陈菊之外，其他的受刑人都已经淡出政坛。
美丽岛事件的辩护律师中，陈水扁、谢长廷、苏贞昌、张俊雄、江鹏坚、尤清、张政雄、郭吉仁和郑胜助参与政治。陈水扁于2000年当选总统，成为首任非国民党籍的中华民国总统。谢长廷、苏贞昌和张俊雄都在陈水扁总统任内出任行政院长，苏贞昌在蔡英文总统任内再度出任行政院长。江鹏坚是民进党首任主席，在1990年代担任立法委员和监察委员，2000年逝世。尤清曾任监察委员、台北县长、立法委员和驻德代表。张政雄曾在陈水扁总统任内出任中选会主委。郭吉仁曾任行政院劳工委员会副主任委员。郑胜助曾任中央选举委员会委员。
當時在統治集團任職並參與美麗島事件的追訴或究責者，也有至今活躍的高階公務員及政治人物。
- 宋楚瑜於美麗島事件時擔任行政院新聞局局長，事件發生後在公開演說中譴責美麗島人士是暴力份子、惹事生非、搞分化與破壞、意圖誣蔑當時的中華民國是「靠軍事與特務統治來維護政權」；當時的報紙大篇幅報導其演講，達到塑造輿論的效果[63]。宋楚瑜後來曾當選第一屆（也是唯一一屆）民選臺灣省省長。其後在2000年、2012年、2016年、2020年四次參選總統但都落敗，2004年參選副總統落敗。
- 林輝煌於美麗島大審時擔任軍事檢察官，後來離開軍職，長年擔任司法官訓練所（後改名為司法官學院）所長，多次獲中華民國法務部推薦為大法官候選名單。2015年再次被法務部推薦時，因其在美麗島事件中的角色而引發極大爭議，最終沒有被馬英九總統提名[64]。然而，身為美麗島受害者的施明德為其緩頰，稱林輝煌當時只是初入仕途的小角色，沒有能力羅織罪名，只是奉命演出依法審判的外表而已。施明德說：「當年，真正想殲滅美麗島政團、鎮壓台灣人反抗勢力的首要集團是以王昇上將為頭的軍特派，包括警總司令汪敬煦和中華民國法務部調查局局長阮成章，最後拍板定案下手逮人的就是蔣經國本人！林輝煌算哪根蔥！」[65]

## 軼事
- 林宅血案發生在1980年美麗島大審時，至今仍未破案，成為懸案。2021年10月20日，台獨人士陳婉真質疑，陳水扁政府執政後民進黨第一個進入情治系統的人是新潮流系大老邱義仁，時任國家安全會議秘書長的邱義仁不可能看不到國民黨執政時期殘害異己的檔案，為何邱義仁任憑林宅血案、陳文成命案等重大案件成為懸案[66]。
- 美麗島雜誌社高雄服務處舊址（今高雄市新興區中山一路53號），於2004年被高雄市政府指定為高雄市歷史建築。
- 高雄捷運O5/R10車站位於美麗島事件發生地大港埔圓環，特命名為美麗島站以為紀念；部分居民希望以舊地名命名為大港埔站，而高雄市政府認為「美麗島事件是值得紀念的民主活動」來回應民眾，因此仍命名為美麗島站。
- 由李雙澤編曲的歌《美麗島》，楊祖珺收錄在其1979年發行的專輯《楊祖珺》之中，發行之初雖未受到當局特別關切，但仍不能公開在電視廣播上演唱；1979年黨外人士以此曲做為雜誌之名後，本無政治意圖的《美麗島》，更與黨外運動劃上等號，從此被打入深淵，列為禁歌。然而即便是黨外人士，也並非全部人都支持《美麗島》此曲。1979年9月8日《美麗島雜誌》創刊酒會，爆發鬧場衝突：保安警察重重包圍酒會現場，有人喊著要楊祖珺唱〈美麗島〉帶領大家衝出去，於是楊祖珺帶領大家唱〈美麗島〉，台獨人士「田媽媽」田孟淑卻在楊祖珺背後用臺語罵「別唱那豬仔歌啦」（在早年的臺灣省籍情結中，本省人被稱為蕃薯或台巴子，外省人則被稱為老芋仔或外省豬），楊祖珺十分不滿；2012年1月，楊祖珺提到此事，並說「民進黨是我們一手催生的；可是對現在的路線和福佬沙文主義，我痛恨死了」，暗批田孟淑是福佬沙文主義者[67]。
- 1984年10月18日，宋美齡函電蔣經國：「余對汝處理美麗島事件，令治安人員確實做到『寧被造事者毆打，袛能招擋而不還手』，此種紀律之貫徹，除英國本土之警察不易做到，故對此事無多介意」[68]:463。
- 1999年12月，臺灣之聲廣播電臺出版前法務部調查局臺北市調查處中山調查站調查員白瑄的著書《全民公敵調查局》，該書第六章訪問美麗島事件時擔任蔣經國侍衛的士林官邸無線電隨從「鐵金剛」口述歷史。鐵金剛說，他真的一直沒有想到，民進黨的整個組黨過程，是蔣經國一手主導的。鐵金剛說，在黨外運動或現在民進黨的高層人物中，應該有好幾個國防部軍事情報局安排的人在裡面。鐵金剛披露，「像以前朱高正和蔣經國的關係就很微妙」，朱高正曾經多次秘密進入七海官邸直接與蔣經國面談；美麗島事件爆發後，他是奉蔣經國命令前往高雄市下達蔣經國手諭的幾組警衛之一，「當時我們那一組就是負責去教訓朱高正，制止他繼續把美麗島事件擴大」[69][70]。
- 2009年10月7日，前國民大會代表張春男發表《台灣主權宣告書》，表示：「現在的台灣並沒有一個真正站在台灣人立場的有力政治團體，台灣人所支持的民進黨可能實際上是由外來政權的特務單位所操控。……諸多證據證實民進黨可能被特務單位滲透控制，證之民進黨本身從不追查真相、也從未澄清其清白；更有甚者，民進黨執政八年，居然從不立法禁止特務滲透，也不清除潛伏的特務。若非整個民進黨是被操控，則難以解釋何以如此。……看來，民進黨是在高雄事件，國民黨把台灣人支持的黨外（人士）抓光之後，由滲透進去填補黨外真空的特務控制人員所操控的。」[71]
- 2010年3月14日，施明德表示，他曾說，他確信美麗島事件律師團至少二人是調查局幹員、且當過民進黨主席；但他強調，「是『至少』喔！其實是兩個人以上，分別是警備總部及國安局的線民」。他說，他手中都握有證據，歡迎謝長廷等人提告。他說，當年這些人，後來在民進黨內位高權重，每年參與選舉，陸續把創黨元老一一幹掉、甚至趕出民進黨；民進黨執政，轉型正義始終做不好，就是怕打開檔案一看，「怎麼都是自己人」。（2010-03-15中國時報《施明德：抓耙子事件 創黨元老皆知》）。
- 2014年1月10日，台灣基督長老教會牧師盧俊義諷刺民進黨：「從黨外到現在的民進黨，最令人無法容忍的是：還有人老是活在美麗島事件裡，喜愛人家述說他犧牲是多麼大，甚至常常在有意無意間暗示著台灣人欠他們許多『愛台恩情債』。坦白說，台灣人不但沒有欠他們任何債，反而是他們欠了台灣人更多『疼惜的支持債』。這些『美麗島時代』的菁英若是還有一點反省能力，就會清楚從1980年到2000年，台灣人怎樣用20年時間支撐民進黨茁壯起來的。今天，不但看不到他們有任何感恩的心，卻還在想盡辦法繼續在消耗台灣人的真愛之情。」[72]
- 2021年10月27日，呂秀蓮接受震傳媒影音節目《新聞不芹菜》專訪時對主持人黃光芹說，江鵬堅被施明德「被動指證」是調查局臥底，「假設他是的話，最該背脊發涼的是我」，因為她與江鵬堅的交情遠在美麗島事件之前；她在情感上不願意相信江鵬堅是調查局臥底，但她尊重施明德說法，因為施明德講話必有所本[73]。
- 2021年10月28日，針對民進黨組黨歷史，施明德之妻陳嘉君說，2000年至今，所有美麗島事件辯護律師，不管官位多大，都不給真相；她質問，為什麼民進黨那麼怕真相，「害怕民進黨是臥底特務建立的黨嗎？」[74]
- 2022年2月19日，陳婉真說，蔣經國建立的情治系統和包工程等，對台灣造成的傷害都遠大於他的貢獻；國民黨過去把蔣經國美化、神化，但現在連民進黨都推崇蔣經國，「這是價值觀的錯亂」。同日，陳文成博士紀念基金會董事長楊黃美幸說，兩蔣時代是台灣一黨專政的威權時代，白色恐怖時期許多人被判死刑導致家破人亡，現在蔣經國卻被民進黨定位為台灣民主化的推手，「這是對我們最大的諷刺」[75]。
- 2023年8月19日，紀萬生在Facebook發文批評民進黨：「民進黨很多政客，在白色恐怖時期，當特務爪耙子、線民，或受國民黨卵翼之下，家業興旺；他們看到那些為台灣奮戰的政治受難者，心中有愧，乾脆採取心理反斥作用。……惡棍都以愛國作幌子，鯨吞蠶食，掏空台灣。派系演變成利益大於黨、大於國家，盤據掌控台灣的哥吉拉。」
- 2024年6月11日，作家楊照在News98節目《世界一把抓》說，從美麗島事件到青鳥行動，執政者還在用「反共、愛國、團結」煽動群眾支持執政者，「那台灣民主這麼多年的改變在哪？若當年不是黨外與民進黨堅決反對用這種方式，沒有今天的民主」[76]。2024年12月23日，針對美麗島事件與青鳥行動，台灣民意基金會董事長游盈隆表示：「動員群眾施壓國會與在野黨，是威權政黨慣用手法，是已上軌道民主國家所不為。」

## 延伸閱讀
（按作者姓氏漢語拼音順序排列）
- 陳佳宏. . 國史館館刊. 2023, (78).
- 陳翠蓮. . 台北: 春山出版. 2023. ISBN 9786267236604.
- 沈超群，2007年4月，〈白色恐怖與新聞自由─政經氛圍與黨外雜誌傳承的系譜（1950-1980）〉，《史轍》第3期，頁141-180。
- 范忠信，1993，高雄事件，見李義虎主編，台灣十大政治案件，頁144-64。哈爾濱：黑龍江人民出版社。
- 張富忠、邱萬興，2005，《綠色年代：臺灣民主運動25年》。臺北：綠色旅行文教基金會
- 古淑芳，1999，台灣黨外運動(1977-1986)：以黨外言論為中心之研究。國立台灣師範大學歷史研究所碩士論文。
- Kaplan, John. 1981. The Court-martial of the Kaohsiung Defendants. Berkeley: Institute of East Asian Studies, University of California, Berkeley.
- 賴士羽編，1987，審判國民黨：美麗島事件真象。台北：台灣文藝出版社。
- 李筱峰，1987，台灣民主運動四十年。台北：自立晚報文化出版部。
- 呂秀蓮，1997，重審美麗島。台北：前衛出版社。
- 呂秀蓮. . 台北: 聯合文學. 2008. ISBN 9789575228033.
- Thomas, Herb. 1980. Repression in Taiwan: A Look at the Kaohsiung Rally and Trials. New York: The Asian Center.
- 新台灣文教基金會美麗島事件口述歷史編輯小組編. . 台北: 時報文化. 1999. ISBN 9789571330334.
- 新台灣文教基金會美麗島事件口述歷史編輯小組編. . 台北: 時報文化. 1999. ISBN 9789571330341.
- 新台灣文教基金會美麗島事件口述歷史編輯小組編. . 台北: 時報文化. 1999. ISBN 9789571330327.
- 秦風，2005，《歲月臺灣》，廣西：廣西師範大學出版社。

## 外部連結
- 財團法人新台灣研究文教基金會 （页面存档备份，存于）
- 若林正丈 美麗島事件
- 高雄—美麗島事件
- 馬世芳 楊祖珺，李雙澤，美麗島，與其他 （页面存档备份，存于）